# Sematophyllum dubium
Sematophyllum dubium là một loài Rêu trong họ Sematophyllaceae. Loài này được (Renauld) Broth. miêu tả khoa học đầu tiên năm 1925.